# Paulo Bosi Dal’Bó
Paulo Bosi Dal’Bó (* 27. August 1962 in Colatina, Espírito Santo, Brasilien) ist ein brasilianischer Geistlicher und römisch-katholischer Bischof von São Mateus.

## Leben
Paulo Bosi Dal’Bó studierte Philosophie und Katholische Theologie am Diözesanseminar von Colatina. Weitere Abschlüsse erwarb er in Rechnungswesen, Sozialer Kommunikation und Bildungspsychologie. Am 5. Dezember 1999 empfing er durch Bischof Geraldo Lyrio Rocha die Diakonen- und am 10. Juni 2000 die Priesterweihe für das Bistum Colatina.
Nach der Priesterweihe wurde er zunächst Leiter des Theologischen Propädeutikums des Bistums Colatina und war in verschiedenen Aufgaben in der Pfarrseelsorge tätig. Von 2006 bis 2010 war er Regens des diözesanen Priesterseminars und von 2007 bis 2011 Präsident der Vereinigung der Seminare und theologisch-philosophischen Institute Brasiliens (OSIB). Anschließend war er Generalvikar des Bistums Colatina und Pfarrer in Itaguaçu.
Papst Franziskus ernannte ihn am 21. Oktober 2015 zum Bischof von São Mateus. Die Bischofsweihe spendete ihm der Erzbischof von Mariana, Geraldo Lyrio Rocha, am 12. Dezember desselben Jahres. Mitkonsekratoren waren der Bischof von Colatina, Joaquim Wladimir Lopes Dias, und dessen Vorgänger Décio Sossai Zandonade SDB. Die Amtseinführung im Bistum São Mateus fand zwei Wochen später statt.